# Melanocypha
Melanocypha is een geslacht van libellen (Odonata) uit de familie van de Chlorocyphidae (Juweeljuffers).

## Soorten
Melanocypha omvat 1 soort:
- Melanocypha snellemanni (Albarda in Selys, 1879)